# Nina Zhivanevskaya
Nina Zhivanevskaya (russe : Нина Александровна Живаневская), née le 24 juin 1977, est une nageuse espagnole d'origine russe.
Elle participe à cinq reprises aux Jeux olympiques en dos, pour la CEI, la Russie, puis l'Espagne à partir de 1999.

## Carrière
En 1992, Nina Zhivanevskaya remporte une médaille de bronze aux Jeux olympiques de 1992 avec l'Équipe unifiée au relais 4 × 100 m quatre nages, alors qu'elle est la plus jeune nageuse de la délégation (à peine plus de 15 ans). Quatre ans plus tard, elle participe aux Jeux olympiques de 1996 avec la Russie.
En 1999, après son mariage avec son entraîneur espagnol Francisco Medina et son déménagement en Espagne, elle opte pour l'équipe d'Espagne. C'est pour ce pays qu'elle participe aux Jeux de 2000, 2004 et 2008. Elle remporte la médaille de bronze du 100 m dos crawlé lors des Jeux olympiques de 2000 à Sydney. En 2000, elle améliore le record du monde de natation dames du 50 mètres dos. En 2003, elle remporte la médaille d'or au 50 m dos aux championnats du monde. Aux Jeux olympiques de 2008, Zhivanevskaya atteint les demi-finales du 100 m dos crawlé. Elle annonce alors qu'elle prend sa retraite sportive.